# Floridichthys
Genre
Floridichthys est un genre de poisson appartenant a la famille des Cyprinodontidae et l'ordre des Cyprinodontiformes

## Liste des espèces
Selon FishBase (31 juillet 2017) et World Register of Marine Species (31 juillet 2017) :
- Floridichthys carpio (Günther, 1866)
- Floridichthys polyommus Hubbs, 1936